# Belt’sche Körperchen

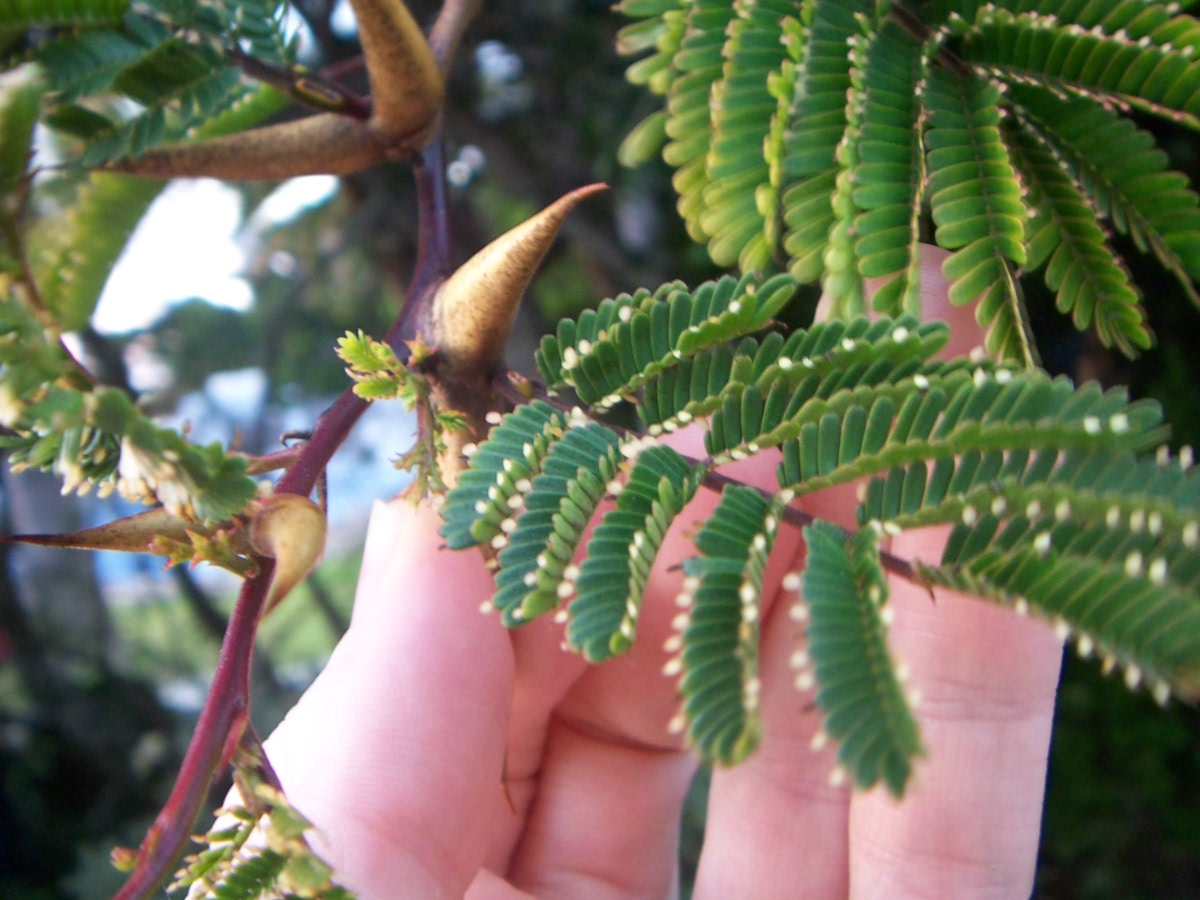
Belt’sche Körperchen bei Vachellia cornigera.

Belt’sche Körperchen (nach Thomas Belt) sind eiweiß- und fettreichen Futterkörper, welche bei bestimmten Akazien vorkommen.  Sie werden von zwölf nahe miteinander verwandten Arten südamerikanischer Arten der Gattung Vachellia (in der Klassifikation durch George Bentham früher Acacia, Series Gummiferae) Vachellia collinsii, Vachellia cornigera und weiterer Arten, gebildet, jeweils an der Spitze der Hauptachse (Rhachis) und der Seitenfiedern der geteilten Blattspreite, die die Fiederblättchen trägt. Die Futterkörper dienen primär den symbiotisch auf diesen Akazien lebenden Ameisenarten der Gattung Pseudomyrmex (aus der Unterfamilie Pseudomyrmecinae) als Nahrungsgrundlage, wobei die Akazien von den Ameisen vor phytophagen (pflanzenfressenden) Fressfeinden geschützt werden. Die Futterkörper erlauben aber auch der kleinen Springspinne Bagheera kiplingi eine weitgehend pflanzliche Ernährung.
Belt’sche Körperchen gehören zu den speziellen Adaptationen der Akazienarten, als sogenannte Ameisenpflanzen oder Myrmecophyten. Außer den Körperchen gehören zur sogenannten Myrmekophylaxis als weitere Anpassungen etwa noch spezielle hohle Dornen, die den Ameisen Raum für die Nestgründung zur Verfügung stellen, und zuckerhaltige Lösungen abscheidende extraflorale Nektarien, die ebenfalls zur Ernährung beitragen. Die verschiedenen, miteinander gekoppelten Anpassungen treten schon bei Jungpflanzen, immer in einer bestimmten zeitlichen Sequenz, auf. Für diese sind wohl nicht ökologische Gründe, sondern entwicklungsbiologische Zwänge verantwortlich.